# Hanomag

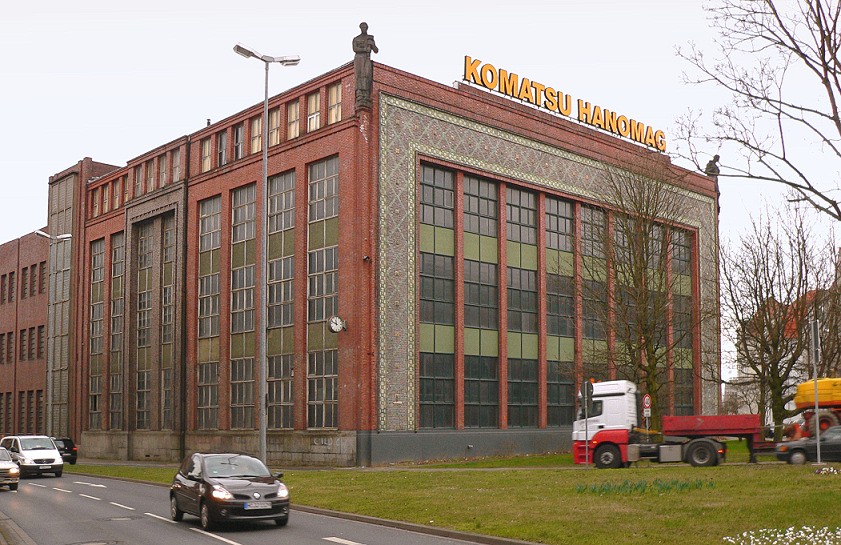
Antigo prédio da fábrica da Hanomag na Deisterplatz em Hanover, tombado pelo patrimônio histórico. Nos cantos superiores do edifício estão as duas esculturas monumentais "Indústria" e "Trabalho".

A Hanomag (Hannoversche Maschinenbau AG) foi um empresa fundada em 1835, como construtora de locomotivas à vapor, caminhões, tratores, trens e máquinas. Em 1925 passou a fabricar carros, juntamente com a Continental AG, uma das maiores empresas de Hannover, que foi quando fabricou o primeiro Hanomag 2/10 PS, um carro voltado para a classe média européia, com design simples, porém, que influenciou diretamente o carro de plataforma única mais famoso da história, o Volkswagen Fusca. Após ser encampada pela Horst-Dieter Esch foi levada a declarar falência em 1984. Em 1989 a Komatsu assumiu partes da Hanomag, denominada desde 2002 Komatsu Hanomag GmbH.